# Тобіас Свантессон
Тобіас Свантессон (швед. Tobias Svantesson; нар. 1 квітня 1963) — колишній шведський тенісист.
Найвищу одиночну позицію світового рейтингу — 89 місце досяг 10 жовтня 1988, парну — 65 місце — 24 жовтня 1991 року.
Здобув 2 парні титули.
Найвищим досягненням на турнірах Великого шолома було 3 коло в парному розряді.

## Фінали за кар'єру

### Парний розряд (2–1)
| Результат | W/L | Дата     | Турнір             | Покриття   | Партнер          | Суперники                        | Рахунок       |
| --------- | --- | -------- | ------------------ | ---------- | ---------------- | -------------------------------- | ------------- |
| Перемога  | 1–0 | Бер 1989 | Нансі, Франція     | Тверде (i) | Удо Ріглевскі    | Жоао Кунья е Сілва Едуардо Массо | 6–4, 6–7, 7–6 |
| Перемога  | 2–0 | Тра 1989 | Чарлстон, США      | Ґрунт      | Мікаель Пернфорс | Агустін Морено Хайме Їсага       | 6–4, 4–6, 7–5 |
| Поразка   | 2–1 | Жов 1992 | Тель-Авів, Ізраїль | Тверде     | Марк Куверманс   | Майк Бауер Жоао Кунья е Сілва    | 3–6, 4–6      |